# The Haunted Mouse
The Haunted Mouse är en tecknad kortfilm från 1941 i serien Looney Tunes regisserad av Tex Avery.

## Handling
En hungrig katt går genom öknen och får syn på en skylt där det står att ett matställe finns tre mil bort. Han springer ditåt in till staden där det finns, men han missar att det är en spökstad. På en skylt nära staden står det att det är en spökstad med 100 spöken och inne i staden finns det flera skyltar vilka anspelar på spöken. Katten går in i restaurangen, vilken är tom sånär som på en spökmus, som bestämmer sig för att ge sig på katten för allt trubbel som andra katter har orsakat honom. Musen ger en skål mjölk till katten, men skålen försvinner i tomma intet när katten försöker dricka. Snart jagar katten efter musen, men musen driver med katten på flera sätt. Han knyter en knut på kattens svans, han kittlar katten, han spelar trumma och slår katten i huvudet med trumpinnarna. Till slut tänder han en tändsticka som han lägger på en av kattens fötter, vilket får katten att springa och hoppa ut genom ett högt fönster och krascha nedanför. Musen är nöjd för nu är det en katt mindre som kan besvära honom. Katten dyker upp igen vid fönstret som ett spöke. Musen blir rädd och springer bort från staden.